# Ub, Serbia
Ub (în sârbă Уб) este un oraș și o comună situate în districtul Kolubara din vestul Serbiei. În 2011, populația orașului era de 6.164 de locuitori, în timp ce populația comunei era de 29.022 de locuitori. 

## Istorie
Primele comunități stabilite pe teritoriul comunei Ub, potrivit urmelor istorice și urmelor civilizației umane descoperite în așezările actuale Trlića, Comuna Kalinovac, Koprivnica-Križevci, Brgule, sunt din timpul culturii Vinča, în perioada din jurul anului 5000 î.Hr.. În așezarea Čučuge de astăzi există urme ale epocii bronzului. 
Cea mai probabilă teorie a originii numelui provine din cuvântul latin „urb”, care înseamnă „oraș”. Conform legendelor, locul a fost construit în timpul domniei prințului slav Kocel și a fost numit după fratele său Slavoljub. De-a lungul timpului, numele s-au scurtat doar la „Ub”. 
Cel mai important dintre monumentele culturale și istorice din Ub este cu siguranță biserica - mănăstirea din satul Dokmir, care datează din secolul al XV-lea. Cercetările sugerează că mănăstirea a fost restaurată în 1415, de aceea se crede că mănăstirea datează dintr-o perioadă anterioară. De asemenea, aparțin de mănăstire și maicile mănăstirii din Žitomislići din Herțegovina, care au fugit de ororile războiului din Bosnia la începutul anilor 1990. 
Zona din jurul râului Tamnava a păstrat dovezi ale stilurilor și modurilor de viață anterioare. În zonele de munte se găsesc cetăți, mănăstiri, biserici și turnuri și este adesea dificil să se ajungă în astfel de locuri, dar în câmpii, monumentele și clădirile au fost adesea îndepărtate, rămânând puține urme, abia suficiente pentru a păstra unele caracteristici ale vieții vechi. 

## Așezări
În afară de orașul Ub, comuna este formată din următoarele sate (populația din 2002 apare între paranteze): 
| - Banjani (1395) - Bogdanovica (348) - Brezovica (668) - Brgule (1235) - Crvena Jabuka (631) - Čučuge (463) - Dokmir (558) - Gunjevac (497) - Gvozdenović (468) - Joševa (455) - Kalenić (888) - Kalinovac (480) - Kožuar (708) | - Kršna Glava (221) - Liso Polje (278) - Lončanik (551) - Milorci (407) - Murgaš (Ub) (559) - Novaci (879) - Paljuvi (769) - Pambukovica (1173) - Radljevo (607) - Raduša (297) - Ruklada (372) - Šarbane (545) - Slatina (413) | - Sovljak (1933) - Stublenica (999) - Takovo (979) - Trlić (1020) - Trnjaci (909) - Tulari (945) - Tvrdojevac (402) - Vrelo (1684) - Vrhovine (552) - Vukona (262) - Zvizdar (536) |

## Date demografice
Conform rezultatelor recensământului din 2011, comuna Ub avea 29101 de locuitori. Dintre aceștia, așezarea urbană Ub avea o populație de 6.164 de locuitori, în timp ce celelalte așezări au diverse populații. Satele mai mari sunt Banjani, Vrelo, Takovo, Pambukovica și Sovljak. 

### Grupuri etnice
În afară de sârbii care alcătuiesc aproape 95% din populație, exista și o comunitate importantă de rromi cu 3,8% din totalul populației. Compoziția etnică a comunei este:
| Grup etnic   | populație |
| ------------ | --------- |
| sârbi        | 27525     |
| rromi        | 1118      |
| români       | 64        |
| muntenegreni | 25        |
| macedoneni   | 18        |
| croați       | 18        |
| iugoslavi    | 17        |
| Alții        | 316       |
| Total        | 29101     |

## Educație
În comună erau patru școli elementare, cu aproximativ 2.270 de elevi (în 2010). Unitățile de învățământ secundar din comuna Ub sunt Gimnaziul „Branislav Petronijević” cu 190 de elevi și Școala Tehnică „Ub” cu 448 de studenți (în 2010). Profilul și interesele elevilor dobândite la sfârșitul școlii (școala liceală are profilul învățământului general, în timp ce școala tehnică secundară este împărțită pe secțiuni: proiectare pe calculator, mecanică auto, caroserii, ospătar, bucătar, lucrător textil, tehnician comercial, dealer, lăcătuș și strungar), îndeplinesc, în general, nevoile comunei și ale mediului, ceea ce confirmă rata mare de ocupare, care în general satisfac nevoile existente. Echipamentul școlilor este satisfăcător. 

## Economie și infrastructură
Comuna Ub este legată printr-o rețea de drumuri regionale, permițând o bună legătură rutieră cu centrele comunale și regionale care o înconjoară. 
Comuna este conectată prin drumurile M-4, M-21 M-22 și M-19 cu toate celelalte orașe din Serbia. Conform datelor din 2004, lungimea totală a drumurilor a fost de 244 kilometri (152 mi), din care 197 kilometri (122 mi) de drumuri au fost acoperite cu pavaj modern. Rețeaua de drumuri este în stare bună, iar în anii următori este planificată extinderea și îmbunătățirea lor. O autostradă proiectată Belgrad-Bar va trece prin teritoriul comunei Ub. Se prevede construirea unei intersecții la  4 kilometri (2 mi) de oraș, în satul Stublenica, la 38 kilometri (24 mi) față de Belgrad. În apropierea acestei zone se află viitoarea zonă industrială proiectată Ub Est. 
Calea ferată industrială trece prin teritoriu și servește doar la activități economice și minelor deschise de la Kolubara.  Comuna Ub este situată la 6 kilometri (4 mi)  de cea mai apropiată gară din Lajkovac, pe calea ferată Belgrad – Bar. 
Aeroportul „Nikola Tesla” din Belgrad este la 50 kilometri (31 mi) depărtare. Oportunitățile de dezvoltare ale transportului și ale activităților care monitorizează traficul pot fi realizate prin construirea autostrăzii Belgrad - Adria de Sud, care trece prin apropierea orașului Ub. 
Zona Ub este parțial acoperită de o rețea de instalații de telecomunicații. Potrivit Biroului Republican de Statistică, în 2007 erau 8.920 de abonați la telefoane fixe. 
Previzualizare economică
Următorul tabel oferă o previzualizare a numărului total înregistrat de persoane angajate de persoane juridice după activitatea lor principală (în 2018):
| Activitate                                                                     | Total |
| ------------------------------------------------------------------------------ | ----- |
| Agricultură, silvicultură și pescuit                                           | 577   |
| Minerit și cariere                                                             | 112   |
| Fabricație                                                                     | 615   |
| Alimentare cu energie electrică, gaz, abur și aer condiționat                  | 38    |
| Rezerva de apa; activități de canalizare, gestionare și remediere a deșeurilor | 164   |
| Construcții                                                                    | 345   |
| Comerț cu ridicata și cu amănuntul, reparații de autovehicule și motociclete   | 909   |
| Transport și depozitare                                                        | 387   |
| Cazare și servicii alimentare                                                  | 166   |
| Informatică și comunicare                                                      | 51    |
| Activități financiare și de asigurare                                          | 32    |
| Activități imobiliare                                                          | 3     |
| Activități profesionale, științifice și tehnice                                | 152   |
| Activități de servicii administrative și de asistență                          | 25    |
| Administrație publică și apărare; securitate socială obligatorie               | 254   |
| Educație                                                                       | 399   |
| Sănătate umană și activități de muncă socială                                  | 248   |
| Arte, divertisment și recreere                                                 | 47    |
| Alte activități de servicii                                                    | 87    |
| Muncitori agricoli individuali                                                 | 1726  |
| Total                                                                          | 6339  |

## Resurse minerale
Există mai multe mine și centrele de resurse de cărbune (câmpul  Radljevo de - 344,000,000 tone, câmpul Zvizdar de - 280,000,000 tone), argilă, nisip, piatră și calcar. 
Cel mai mare producător de nisip cuarțos din Serbia este „Kopovi a.d.”, cu o producție totală de peste 400.000 de tone pe an. 
Gropile de argilă se află sub straturile de nisip și nisip de cuarț.  Comuna Ub este cel mai mare furnizor de argilă de înaltă calitate din Serbia. Există peste 1.800.000 de tone de lut.

## Orașe înfrățite
Ub este înfrățit cu:
| - Modriča, Republika Srpska |

## Oameni notabili
- Branislav Petronijević, filozof
- Dragan Džajić, fotbalist
- Dušan Savić, fotbalist
- Sreten Ninković, maratonist
- Radosav Petrović, fotbalist
- Nemanja Matić, fotbalist